# كودي دونوفان
كودي دونوفان (بالإنجليزية: Cody Donovan) هو فنان قتال مختلط أمريكي، ولد في 20 فبراير 1981 في واترلو في الولايات المتحدة.

## وصلات خارجية
- كودي دونوفان على موقع يو إف سي (الإنجليزية)
- كودي دونوفان على موقع بيلاتور (الإنجليزية)
- كودي دونوفان على موقع شيردوغ (الإنجليزية)
- كودي دونوفان على موقع IMDb (الإنجليزية)